# Craig Kielburger

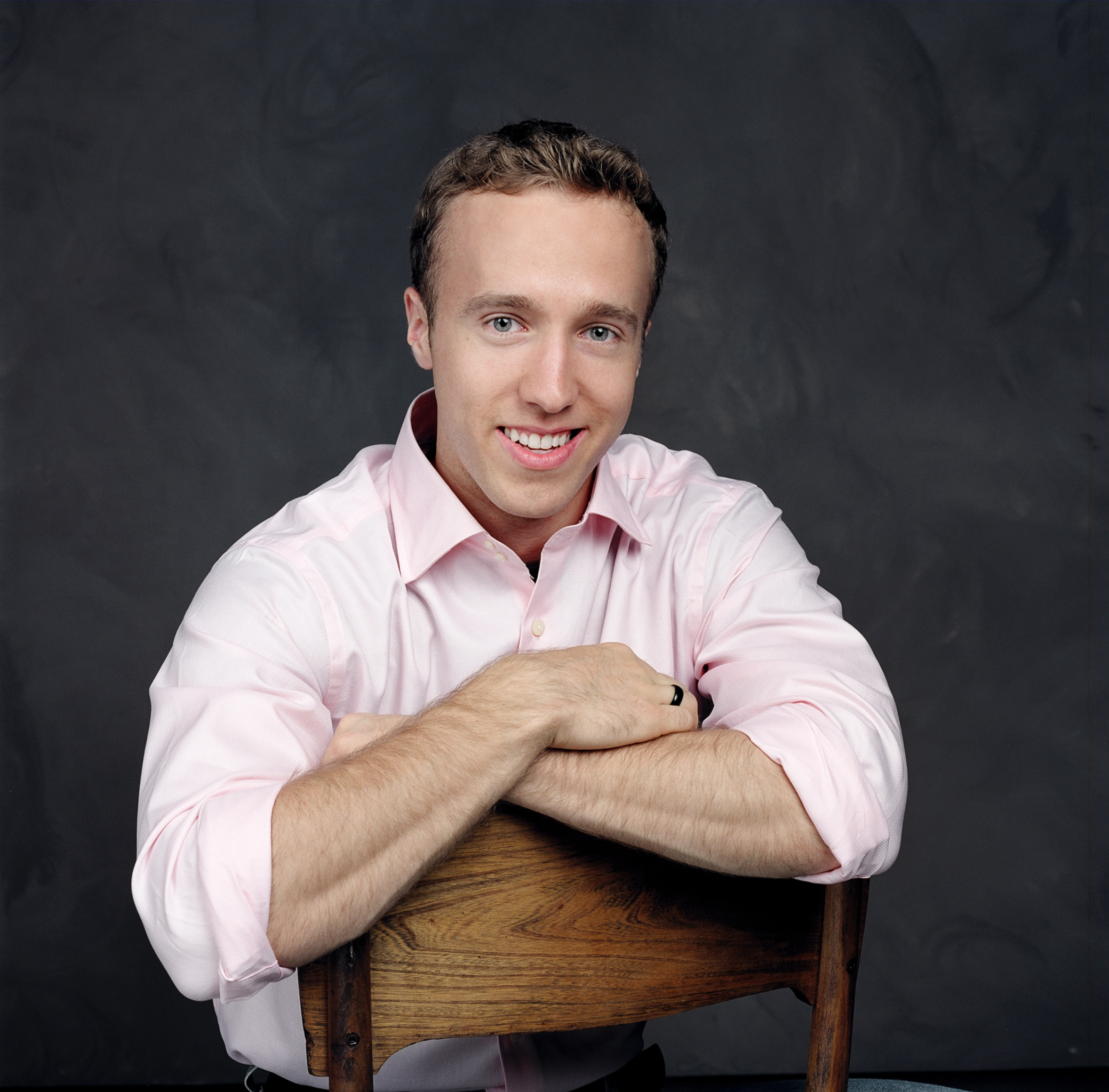
Craig Kielburger in 2008

Craig Kielburger (Thornhill, Ontario, 17 december 1982) is een Canadees humanitair werker en activist voor kinderrechten, met kinderarbeid in het bijzonder. Hij is tevens een succesvol auteur en populair spreker.
Hij is vooral bekend om de oprichting van een non-profitorganisatie, Free the Children, toen hij 12 was. Hierbij werd hij geïnspireerd door een artikel in de Canadese krant The Toronto Star over een jongen uit Pakistan die na ontsnapt te zijn uit de werkplaats opkwam tegen kinderarbeid en daarvoor vermoord werd. Onder het leiderschap van Kielburger bouwde Free The Children en haar vrijwilligers meer dan 500 basisscholen en geeft dagelijks onderwijs aan meer dan 50.000 kinderen.
Kielburger is medeoprichter van Leaders Today, een jeugdorganisatie voor leiderschapstraining. 
Hij werd al minstens drie keer genomineerd voor de Nobelprijs voor de Vrede en werd op 20 februari 2007 benoemd in de Orde van Canada.

## Onderscheidingen
1998: Four Freedoms Award voor vrijwaring van vrees